# 아 임아
"아 임아"는 한국에서 제작된 정인엽 감독의 1970년 영화이다. 강신성일 등이 주연으로 출연하였고 전석진 등이 제작에 참여하였다.

## 출연

### 주연
- 강신성일
- 윤정희
- 김정훈

## 기타
- 조명: 정덕규
- 미술: 노인택